# جو استیونسون
جو استیونسون (انگلیسی: Joe Stevenson؛ زادهٔ ۱۵ ژوئن ۱۹۸۲) ورزشکار هنرهای رزمی ترکیبی اهل ایالات متحده آمریکا است. وی بین سال‌های ۱۹۹۹ تا ۲۰۱۷ میلادی فعالیت می‌کرد.